# Pradelles-Cabardès
Pradelles-Cabardès település Franciaországban, Aude megyében. Lakosainak száma 160 fő (2022. január 1.). Pradelles-Cabardès Cabrespine, Castans, Labastide-Esparbairenque és Mazamet községekkel határos.

## Népesség
A település népessége az elmúlt években az alábbi módon változott:
| Lakosok száma | 223  | 183  | 153  | 153  | 152  | 147  | 143  | 142  | 148  | 160  |
|               | 1968 | 1982 | 1990 | 2006 | 2013 | 2015 | 2017 | 2019 | 2020 | 2022 |